# ヤッファ＝アスカロン伯国

ヤッファ＝アスカロン伯国

ヤッファ＝アスカロン伯国の地図（1187年）

ヤッファ＝アスカロン伯国（ヤッファ＝アスカロンはくこく、フランス語: Comté de Jaffa et d'Ascalonは、エルサレム王国を構成する4大荘園の一つである。この伯国は当時著名であった法学者ジョン・オブ・イベリンに与えられていた領地でもある。　　　

## 歴史
ヤッファは第一次十字軍遠征の頃、遠征軍団の指導者の一人のゴドフロワ・ド・ブイヨンにより要塞化された町であったが、当時のピサの大司教からの、エルサレムにおける司教座の地位の委任要請を断っていたために、1110年にユーグ1世に譲度するまでの期間エルサレム王国直轄地として成立していた。その後ヤッファ領主となったユーグ2世が1134年、当時のエルサレム王フルクに反旗を翻すと、伯国領は多数の領主により分割統治されるようになり、ヤッファ自身は再び王領になった。それから間もなく、ヤッファはフルク5世の次男アモーリー1世にアパナージュとして与えられ、1153年、新たに王位に就いたフルク5世の長男のボードゥアン3世がアスカロンを攻め落とし（アスカロン包囲戦）、これをアモーリーの領地に編入した。伯国の原型となる。